# Dihidroxiaceton-fosfat

Dihidroxiaceton-fosfat (structură)

Dihidroxiaceton-fosfatul este un compus chimic care e implicat în procesul de fotosinteză.